# Lauri Hietanen

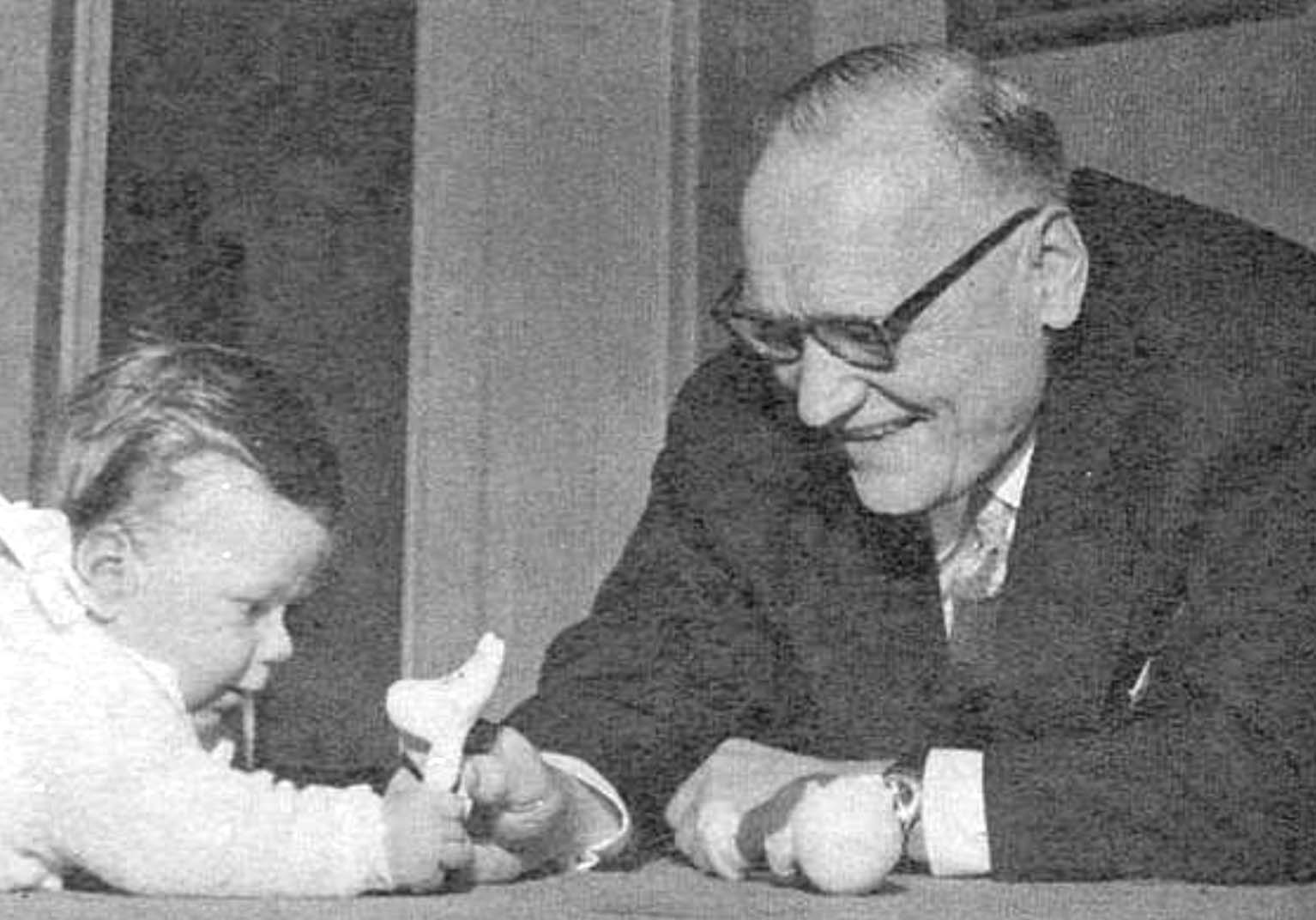

Lauri Bernhard Hietanen, född 22 december 1902 i Ikalis, död 8 november 1971 i Helsingfors, var en finländsk företagsledare.
Hietanen, som var son till arbetaren Juho Hietanen och Aleksandra Sillanpää gick i femklassig samskola och enklassigt handelsinstitut. Han var huvudaffärsföreståndare vid Haminan ja Ympäristön Osuuskauppa 1925–1930, verkställande direktör i Heinolan Osuuskauppa 1930–1932, i Kouvolan Ympäristön Osuusliike 1932–1938, i Kuo-Kuopion Osuusliike 1938–1946, suppleant i SOK:s direktion 1947–1949, andre och kommersiell direktör 1949–1965 och chefdirektör från 1965.
Hietanen var ordförande i direktionen för Sokos AB från 1951, ordförande i Kuopio folkförsörjningsnämnd 1946, viceordförande i styrelsen för Affärsarbetsgivarnas centralförbund 1951–1954, ordförande från 1954, vicepresident i Internationella affärsarbetsgivarförbundet från 1963, ordförande i Ömsesidiga försäkringsbolaget Pohjas förvaltningsråd från 1958, viceordförande i styrelsen för tidskriften Talouselämä från 1959, ledamot av Internationella kooperativa alliansens centralkommitté från 1948, av exekutiven 1960–1963.
Hietanen var socialminister (opolitisk) i Urho Kekkonens regering 1953 och finansminister (opolitisk) i Rainer von Fieandts regering 1957–1958. Han tilldelades kommerseråds titel 1949 och bergsråds titel 1966.